# Club Balonmano Marcol Valencia
Club Balonmano Marcol Valencia (deutsch: Handballclub Marcol Valencia) war ein Handballverein aus Valencia in Spanien, der in der höchsten spanischen Liga antrat.

## Geschichte
Der Verein spielte von der Saison 1967/1968 bis zur Saison 1969/1970 in der Primera División und von 1970/1971 bis 1982/1983 in der División de Honor.
1971 gewann das Team in Pamplona gegen FC Barcelona den spanischen Pokal, im Jahr darauf verlor man im Finale gegen Barcelona. Auch 1975/1976 nahm man wieder an der Copa del Generalísimo teil.
Nach einem Ligaspiel der Saison 1982/1983 gegen ein Team aus Málaga gab Trainer Carlos Vilar seinen Rücktritt bekannt. Daraufhin erklärte Juan Esteve Francés, Vereinspräsident und Präsident des Hauptsponsors, dass sich der Verein aus dem Spielbetrieb zurückziehen würde. Der Trainer und der bis dato beste Torwerfer der Liga, Francisco Javier Claver, waren vom Schiedsrichter aus Gerona in dem Duell vom Platz gestellt worden; der Schiedsrichter musste von Carlos Vilar vor Fans des Vereins Marcol geschützt werden.

## Spielstätte
Die Firma Lanas Aragón errichtete 1964 in der calle Castilló de Benisanó im Stadtviertel Nou Moles den pabellón Marcol für die sportlichen Aktivitäten (Fußball, Basketball und Handball) der Mitarbeiter. Namensgeber war der Unternehmer Ernesto Martínez Colomer, aus seinem Namen wurde der Firmen- und Vereinsname Marcol gebildet. Später wurde hauptsächlich Handball gefördert. Nach dem Aufstieg der Handballer in die erste Liga wurde das Spielfeld überdacht; zur Einweihung dieser ersten Spielhalle in Valencia kam auch Juan Antonio Samaranch als Ehrengast. Nachdem das Unternehmen im Jahr 1982 einen anderen Eigentümer erhalten hatte, wurde die Unterstützung der Handballaktivitäten aufgegeben. Im Jahr 2002 wurde die Halle geschlossen, 2007 dann abgerissen.

## Spieler
Spieler beim Verein war Juan Francisco Alemany, Miguel Ángel Cascallana, Arturo Sania Remacha, Abilio Mendes Carvalho und Francisco Javier Claver.